# Paradoja de Skolem
En lógica matemática y filosofía, la paradoja de Skolem es una aparente contradicción que surge del teorema de Löwenheim-Skolem descendente. Thoralf Skolem (1922) fue el primero en discutir los aspectos aparentemente contradictorios del teorema y en descubrir la relatividad de las nociones de la teoría de conjuntos ahora conocidas como no absolutas. Aunque no es una antinomia real como la paradoja de Russell, el resultado normalmente se denomina paradoja, y Skolem lo describió como un "estado de cosas paradójico" (1922: p. 295).
La paradoja de Skolem es que cada sistema axiomático numerable de la teoría de conjuntos en lógica de primer orden, si es consistente, tiene un modelo que es numerable. Esto parece contradictorio porque es posible demostrar, a partir de esos mismos axiomas, una frase que intuitivamente dice (o que dice precisamente en el modelo estándar de la teoría) que existen conjuntos que no son numerables. Por lo tanto, la aparente contradicción es que un modelo que es en sí mismo numerable y que, por lo tanto, contiene solo conjuntos numerables, satisface la oración de primer orden que intuitivamente establece que "hay conjuntos no numerables".
Skolem (1922) dio una explicación de la paradoja, mostrando que no es una contradicción matemática. Su trabajo fue duramente recibido por Ernst Zermelo, quien argumentó en contra de las limitaciones de la lógica de primer orden, pero el resultado rápidamente fue aceptado por la comunidad matemática.
Las implicaciones filosóficas de la paradoja de Skolem han sido objeto de muchos estudios. Una línea de investigación cuestiona si es exacto considerar que cualquier oración de primer orden en realidad puede afirmar que "hay conjuntos no numerables". Esta línea de pensamiento puede ampliarse para cuestionar si algún conjunto es no numerable en un sentido absoluto. Más recientemente, el artículo "Modelos y realidad" de Hilary Putnam, y las respuestas al mismo, generaron un renovado interés en los aspectos filosóficos del resultado de Skolem.

## Antecedentes
Uno de los primeros resultados en teoría de conjuntos, publicado por Georg Cantor en 1874, fue la existencia de conjuntos no numerables, como el conjunto potencia de los números naturales, el conjunto de los números reales y el conjunto de Cantor. Un conjunto infinito X es numerable si existe una función biyectiva entre X y los números naturales, y es no numerable si no existe dicha función de correspondencia. Cuando Zermelo propuso sus axiomas para la teoría de conjuntos en 1908, demostró el teorema de Cantor a partir de ellos para mostrar su fuerza.
Löwenheim (1915) y Skolem (1920, 1923) demostraron el teorema de Löwenheim-Skolem. La forma descendente de este teorema muestra que si un sistema axiomático numerable de primer orden se satisface con cualquier estructura infinita, entonces los mismos axiomas se satisfacen mediante alguna estructura numerable. En particular, esto implica que si las versiones de primer orden de los axiomas de la teoría de conjuntos de Zermelo son satisfactorias, lo son en algún modelo numerable. Lo mismo es válido para cualquier axiomatización consistente de primer orden de la teoría de conjuntos.

## El resultado paradójico y sus implicaciones matemáticas
Skolem (1922) señaló la aparente contradicción entre el teorema de Löwenheim-Skolem, por un lado, que implica que existe un modelo numerable de los axiomas de Zermelo, y el teorema de Cantor, por otro, que afirma que existen conjuntos no numerables, y que esto es demostrable a partir de los axiomas de Zermelo. "Hasta donde yo sé", escribe Skolem, "nadie ha llamado la atención sobre este peculiar y aparentemente paradójico estado de cosas. En virtud de los axiomas podemos probar la existencia de cardinalidades superiores... ¿Cómo puede ser, entonces, que todo el dominio B [un modelo numerable de los axiomas de Zermelo] puede enumerarse mediante números enteros finitos positivos? (Skolem 1922, p. 295, traducción de Bauer-Mengelberg).
Más específicamente, sea B un modelo numerable de los axiomas de Zermelo. Entonces, hay un conjunto u en B tal que B satisface la fórmula de primer orden que dice que u es no numerable. Por ejemplo, u podría tomarse como el conjunto de los números reales en B. Ahora bien, debido a que B es numerable, solo hay un número numerable de elementos c tales que c ∈ u de acuerdo con B, porque solo hay un número numerable de elementos c en B para empezar. Por lo tanto, parece que u debería ser numerable. Ésta es la paradoja de Skolem.
Skolem continuó explicando por qué no había contradicción. En el contexto de un modelo específico de teoría de conjuntos, el término "conjunto" no se refiere a un conjunto arbitrario, sino solo a un conjunto que realmente está incluido en el modelo. La definición de numerabilidad requiere que exista una cierta correspondencia uno a uno, que en sí misma es un conjunto. Así, es posible reconocer que un conjunto particular u es numerable, pero no numerable en un modelo particular de teoría de conjuntos, porque no hay ningún conjunto en el modelo que proporcione una correspondencia uno a uno entre u y los números naturales en ese modelo.
Desde una interpretación del modelo a partir de las nociones convencionales de estos conjuntos, esto significa que aunque u se asigna a un conjunto no numerable, hay muchos elementos en la noción intuitiva de u que no tienen un elemento correspondiente en el modelo. El modelo, sin embargo, es consistente, porque la ausencia de estos elementos no puede observarse a través de lógica de primer orden. Con u como números reales, estos elementos faltantes corresponderían a los números indefinibles.
Skolem utilizó el término "relativo" para describir este estado de cosas, donde el mismo conjunto se incluye en dos modelos de teoría de conjuntos, es numerable en un modelo y no numerable en el otro. Describió este hecho como el resultado "más importante" en su artículo. Los teóricos de conjuntos contemporáneos describen conceptos que no dependen de la elección de un modelo transitivo como absoluto. Desde su punto de vista, la paradoja de Skolem simplemente muestra que la contabilización no es una propiedad absoluta en la lógica de primer orden. (Kunen 1980 p. 141; Enderton 2001 p. 152; Burgess 1977 p. 406).
El propio Skolem describió su trabajo como una crítica de la teoría de conjuntos (de primer orden), destinada a ilustrar su debilidad como sistema fundamental:
"Creía que era tan claro que la axiomatización en términos de conjuntos no era un fundamento último satisfactorio de las matemáticas que los matemáticos, en su mayor parte, no se preocuparían mucho por ello. Pero en los últimos tiempos he visto, para mi sorpresa, "Que tantos matemáticos piensen que estos axiomas de la teoría de conjuntos proporcionan la base ideal para las matemáticas; por lo tanto, me pareció que había llegado el momento de una crítica". (Ebbinghaus y van Dalen, 2000, pág. 147)

## Recepción por la comunidad matemática
Un objetivo central de las primeras investigaciones sobre la teoría de conjuntos fue encontrar una axiomatización de primer orden para la teoría de conjuntos que fuera categórica, lo que significa que los axiomas tendrían exactamente un modelo, que constaría de todos los conjuntos. El resultado de Skolem demostró que esto no es posible, generando dudas sobre el uso de la teoría de conjuntos como base de las matemáticas. Llevó algún tiempo hasta que la teoría de la lógica de primer orden se desarrolló lo suficiente como para que los matemáticos comprendieran la causa del resultado de Skolem. Así, durante la década de 1920, no se aceptó ampliamente ninguna resolución de la paradoja. Fraenkel (1928) todavía describió el resultado como una antinomia:
"Ni se han cerrado todavía los libros sobre la antinomia, ni se ha llegado aún a un acuerdo sobre su significado y posible solución". (van Dalen y Ebbinghaus, 2000, pág. 147).
En 1925, von Neumann presentó una novedosa axiomatización de la teoría de conjuntos, que se convirtió en la teoría de conjuntos de Von Neumann-Bernays-Gödel. Muy consciente del artículo de Skolem de 1922, von Neumann investigó en detalle modelos numerables de sus axiomas. En sus observaciones finales, von Neumann comenta que no existe una axiomatización categórica de la teoría de conjuntos, ni de ninguna otra teoría con un modelo infinito. Hablando del impacto de la paradoja de Skolem, escribió:
"Por el momento, no podemos hacer más que señalar que tenemos aquí una razón más para albergar reservas sobre la teoría de conjuntos y que por el momento no se conoce ninguna forma de rehabilitar esta teoría". (Ebbinghaus y van Dalen, 2000, pág. 148)
Zermelo al principio consideró la paradoja de Skolem como un engaño (van Dalen y Ebbinghaus, 2000, p. 148 y sigs.) y habló en contra de ella a partir de 1929. El resultado de Skolem se aplica solo a lo que ahora se llama lógica de primer orden, pero Zermelo argumentó contra  la metamatemática finitaria que subyacen a la lógica de primer orden (Kanamori 2004, p. 519 y siguientes). Zermelo argumentó que sus axiomas deberían estudiarse en la lógica de segundo orden, un entorno en el que el resultado de Skolem no se aplica. Zermelo publicó una axiomatización de segundo orden en 1930 y demostró varios resultados de categoricidad en ese contexto. El trabajo posterior de Zermelo sobre los fundamentos de la teoría de conjuntos después del artículo de Skolem lo llevó a descubrir la jerarquía acumulativa y a formalizar la lógica infinitaria (van Dalen y Ebbinghaus, 2000, nota 11).
Fraenkel et al. (1973, págs. 303-304) explican por qué el resultado de Skolem fue tan sorprendente para los teóricos de los conjuntos en la década de 1920. El teorema de completitud de Gödel y el teorema de compacidad no se demostraron hasta 1929. Estos teoremas iluminaron la forma en que se comporta la lógica de primer orden y establecieron su naturaleza finita, aunque la demostración original del teorema de completitud de Gödel era complicada. La prueba alternativa del teorema de completitud de Leon Henkin, que ahora es una técnica estándar para construir modelos numerables de una teoría de primer orden consistente, no se presentó hasta 1947. Así, en 1922, las propiedades particulares de la lógica de primer orden que permiten resolver la paradoja de Skolem aún no se entendían. Ahora se sabe que la paradoja de Skolem es exclusiva de la lógica de primer orden. Si la teoría de conjuntos se estudia utilizando la lógica de orden superior con semántica completa, entonces no tiene ningún modelo numerable, debido a la semántica que se utiliza.

## Opinión matemática actual
Los lógicos matemáticos actuales no ven la paradoja de Skolem como ningún tipo de defecto fatal en la teoría de conjuntos. Kleene (1967, p. 324) describe el resultado como "no una paradoja en el sentido de absoluta contradicción, sino más bien como una especie de anomalía". Después de examinar el argumento de Skolem de que el resultado no es contradictorio, Kleene concluye: "no existe una noción absoluta de numerabilidad". Hunter (1971, p. 208) describe la contradicción como "ni siquiera una paradoja". Fraenkel et al. (1973, p. 304) explican que a los matemáticos contemporáneos no les molesta más la falta de categoricidad de las teorías de primer orden que la concreción de las teorías de primer orden marcadas por los teoremas de incompletitud de Gödel que demuestran que ningún conjunto de axiomas de primer orden consistente, efectivo y suficientemente sólido está completo.
Los modelos numerables de ZF se han convertido en herramientas comunes en el estudio de la teoría de conjuntos. El forzado, por ejemplo, a menudo se explica en términos de modelos numerables. El hecho de que estos modelos numerables de ZF todavía satisfagan el teorema de que hay conjuntos no numerables no se considera una patología, y van Heijenoort (1967) lo describe como "una característica novedosa e inesperada de los sistemas formales" (van Heijenoort 1967, p. 290).